# 漂泊者 (甲斐バンドの曲)
「漂泊者」（アウトロー）は1980年7月20日に発売された甲斐バンドの15枚目のシングル。

## 概要
オリコン最高位14位。アルバム『地下室のメロディー』の先行シングル。
テレビドラマ『土曜ナナハン学園危機一髪』（フジテレビ）の主題歌として発表されたが、当初シングルとして一般発売の予定はなく、番組プレゼント用の片面シングルとして製作された 。 ところが、60万通もの応募があったため、急遽一般発売されることとなった。
カップリングは『マイ・ジェネレーション』からのシングルカットだが、冒頭に同曲の西田佐知子バージョンがSEとして用いられているので、厳密にはシングル・バージョンである。

## 収録曲
- 全作詞・作曲：甲斐よしひろ

1. 漂泊者（アウトロー）
編曲：甲斐バンド・星勝
2. 異邦人の夜（シスコ・ナイト） （Single Version）
編曲：甲斐バンド、弦編曲：椎名和夫

## カバーしたアーティスト

### 漂泊者（アウトロー）
藤崎賢一
- 1992年5月25日にリリースされたアルバム『女王陛下は濡れてゆく』に収録。